# Bert Stevens (Schauspieler)
Bert Stevens (* 18. Februar 1951 in Mönchengladbach) ist ein deutscher Bühnen- und Fernsehschauspieler.

## Leben und Wirken
Stevens durchlief in den ausgehenden 1960er Jahren eine kaufmännische Lehre und nahm Schauspielunterricht in Düsseldorf. Es folgten erste Bühnenverpflichtungen an das Intime Theater in Düsseldorf und an das Städtische Theater in Bonn. Georg Tressler entdeckte den späten Teenager und gab ihm eine wichtige Rolle in der 1970 ausgestrahlten Fernsehserie Die Journalistin mit Marianne Koch in der Titelrolle.
Trotz dieses Einstands blieb Stevens der Tätigkeit vor der Kamera sehr lang weitgehend fern; erst seit den frühen 1990er Jahren sah man den Schauspieler regelmäßig in Fernsehproduktionen, vor allem in Serien wie Abenteuer Airport, Lindenstraße und Verbotene Liebe. Seit den 2000er Jahren arbeitet Bert Stevens vor allem als Sprecher für Videospiele. So zum Beispiel für das deutsche Computer-Rollenspiel Gothic 3 von 2006 oder diverse Rollen in Blizzards MMORPG World of Warcraft.

## Videospiele
- 2004: Diverse Rollen in World of Warcraft
- 2005: Als König in Stronghold 2
- 2006: Gothic 3

## Filmografie
- 1970: Die Journalistin (Fernsehserie, eine Folge)
- 1972: Kleinstadtbahnhof (Fernsehserie, eine Folge)
- 1974: Ein Herz und eine Seele (Fernsehserie, zwei Folgen)
- 1974: Bismarck von hinten oder Wir schließen nie (Fernsehfilm)
- 1987–2006: Lindenstraße (Seifenoper, sechs Folgen)
- 1990: Abenteuer Airport (Fernsehserie, fünf Folgen)
- 1991: Spatzi (Fernsehfilm)
- 1993: Barschel – Mord in Genf?
- 1994: Stadtklinik (Fernsehserie, eine Folge)
- 1995–1996: Jede Menge Leben (Seifenoper, drei Folgen)
- 1996–2000: Die Wache (Fernsehserie, drei Folgen)
- 1997: Die Camper (Fernsehserie, drei Folgen)
- 1998: Unter uns (Seifenoper, zwei Folgen)
- 1998: SOKO München (Fernsehserie, eine Folge)
- 1998: Ein Fall für zwei (Fernsehserie, eine Folge)
- 1998–2001: Verbotene Liebe (Seifenoper, 12 Folgen)
- 1999: Mallorca – Suche nach dem Paradies (Fernsehserie, zwei Folgen)
- 2010: Wilsberg (Fernsehserie, eine Folge)